# ノーティカ (ブランド)
ノーティカ（NAUTICA）は、アメリカのアパレルブランド。台湾系アメリカ人のDavid Chu（デビッド・チュウ）によってスタート。発音したり表記するのが楽だからという理由で「ノーチカ」と呼ばれたり表記されてしまうことがあるが、それは誤り。

## 概要
ブランド名はラテン語で「船」を意味するNAUTICASからきている。上品なテイストを織り込んだスポーツウェアを得意としており、モダンアメリカンクラシックをコンセプトに展開。カジュアルウェアやB系ファッションとして広く支持され、アメリカ国内だけでなく国外においてもシェアを伸ばす国際的総合ライフスタイルブランドとなった。クラシックなデザインに最新の素材を使用し、めまぐるしく変化する顧客の要望にあわせて常に進化している。
日本ではライセンス契約を結んだDESCENTEが代理店を務めていたが、2008年3月30日をもって撤退。日本国内の店舗は閉店、すべての事業を終了している。